# فلاغلر (كولورادو)
فلاغلر (بالإنجليزية: Flagler, Colorado)‏ هي بلدة تقع في مقاطعة كيت كارسون، كولورادو بولاية كولورادو في الولايات المتحدة. تأسست عام 1888، تبلغ مساحتها 1.4 (كم²)، وترتفع عن سطح البحر 1506 م، بلغ عدد سكانها 561 نسمة في عام 2010 حسب إحصاء مكتب تعداد الولايات المتحدة .

## وصلات خارجية
- The US50 - Cities and Towns in Colorado State
- Colorado Cities and Towns, Facts, Map, Flag, Colleges, Government, and More